# Erica autumnalis
Erica autumnalis är en ljungväxtart som beskrevs av Harriet Margaret Louisa Bolus. Erica autumnalis ingår i släktet klockljungssläktet, och familjen ljungväxter. Inga underarter finns listade i Catalogue of Life.